# أطفال جواسيس 2: جزيرة الأحلام المفقودة (فلم)
أطفال جواسيس (2): جزيرة الأحلام المفقودة  (بالإنجليزية: Spy Kids 2: The Island of Lost Dreams) هو فيلم خيال علمي ومغامرة تم إنتاجه في الولايات المتحدة وصدر في سنة 2002. من بطولة أنتونيو بانديراس وكارلا جوجينو وأليكسا فيغا وداريل صبارة وهولند تايلور.

## القصة
بطلا الفيلم هما «كارمن» و«جوني»، ويعملان جواسيس في منظمة سرية لديها أصدقاء كثر، منهم «إيميلي أوسمنت» الممثلة والمغنية الأمريكية المولودة في لوس أنجلوس. الفيلم يبين أهمية التعاون، ويستعرض بعض مهارات الجاسوسية، ويتضمن الكثير من الخيال.

## الميزانية والإيرادات
بلغت تكلفة إنتاج الفيلم حوالي 38 مليون دولار بينما حقق أرباحا تقدر بـ 119.7 مليون دولار.

## وصلات خارجية
- مقالات تستعمل روابط فنية بلا صلة مع ويكي بيانات